# فرودگاه نیروی هوایی سلطنتی هانیلی
فرودگاه نیروی هوایی سلطنتی هانیلی (به انگلیسی: RAF Honiley) یک فرودگاه تعطیل با کد یاتا BHY است . این فرودگاه در کشور انگلستان قرار دارد .